# Реакция на смерть папы римского Франциска
21 апреля 2025 года в 07:35 UTC+2 в возрасте 88 лет скончался Папа римский Франциск, что вызвало бурную реакцию во всем мире. Главы государств и правительств, а также официальные лица Католической церкви и другие христианские и религиозные лидеры выразили соболезнования.

## Национальные лидеры и правительства

### Азия
- Азербайджан — президент Ильхам Алиев направил письмо Камерленго Римско-католической церкви, кардиналу Кевину Фарреллу, отметив в нём гуманистическую деятельность и идеологию Папы и тепло, которое будут вызывать у него воспоминания об их встречах и общении[3].

- Армения — президент Ваагн Гарникович Хачатурян направил кардиналу Джованни Баттисте Ре телеграмму с соболезнованиями, в которой говорится, что кончина Папы Римского Франциска является тяжёлой утратой для католического мира и всего христианского сообщества и что его будут помнить как маяк надежды, сострадания и единения. Он продолжил, сказав, что неустанные усилия Папы Римского были направлены на установление мира и солидарности во всём мире, а также на продвижение универсальных идеалов[4]. Премьер-министр Никол Воваевич Пашинян выразил глубокую скорбь в связи со смертью Папы Римского Франциска и сказал, что его лидерство в продвижении идеи справедливого и мирного мира никогда не будет забыто[5].

- Бангладеш — временное правительство выразило соболезнования Фрэнсису и заявило, что главный советник Мухаммад Юнус работал вместе с ним ради общих ценностей в области прав человека[6].

- Бахрейн — королевский двор выразил соболезнования Папе Римскому Франциску от имени короля Хамада бин Исы Аль Халифы[7].

- Восточный Тимор — президент Жозе Рамуш-Орта назвал смерть папы «глобальной потерей» и объявил, что флаги страны будут приспущены[8]. Премьер-министр Шанана Гужман выразила свои «глубочайшие соболезнования Коллегии кардиналов, Католической церкви и всем ее верующим, а также всем тем, кто, даже если не католик, чувствует эту огромную потерю нашего любимого дедушки, который ушел в вечную жизнь, чтобы упокоиться с миром»[9].

- Вьетнам — президент Лыонг Кыонг направил письмо с соболезнованиями кардиналу Кевину Фарреллу[10]. Премьер-министр Фам Минь Тинь и заместитель премьер-министра Буй Тхань Сон[англ.] направили свои соболезнования кардиналу Пьетро Паролину и Полу Ричарду Галлахеру[11].

- Грузия — бывшая президент Саломе Зурабишвили заявила, что её «мысли с миллионами католиков, оплакивающих кончину Папы Римского Франциска в Пасхальный понедельник»[12]. Премьер-министр Ираклий Георгиевич Кобахидзе выразил соболезнования, добавив, что наследие Папы в области гармонии, сострадания и мира сохранится[13].

- Израиль — президент Ицхак Герцог приветствовал «безграничное сострадание» Франциска[2]. Правительство Израиля опубликовало в Твиттере сообщение: «Покойся с миром, Папа Франциск. Пусть память о нем будет благословением», с изображением Папы Римского, посещающего Стену Плача в Иерусалиме; этот пост был ретвитнут посольствами Израиля по всему миру, но позже был удален по приказу Министерства иностранных дел из-за позиции Папы Римского против войны в Газе[14]. Позже Израиль распорядился удалить другие официальные посты с выражением соболезнований Франциску, а также приказал израильским послам не подписывать книги соболезнований в посольствах Ватикана, что вызвало возмущение, некоторые назвали это оскорбительным для католиков[15]. Премьер-министр Биньямин Нетаньяху запоздало выразил соболезнования 25 апреля, через четыре дня после смерти понтифика. BBC News охарактеризовала его послание как «сдержанное» и «несколько [безличное]»[16].

- Индия — пример-министр Нарендра Моди заявил, что он «глубоко опечален» смертью Папы Римского Франциска. Были объявлены 3 дня официального траура, и всем государственным и общественным зданиям и сооружениям было приказано приспустить флаги в знак уважения к покойному понтифику[2].

- Индонезия — президент Прабово Субианто выразил соболезнования в связи со смертью Папы Римского, заявив, что мир потерял лидера, который был глубоко предан человечеству, миру и братству. Он напомнил, что визит Папы Римского Франциска в Индонезию в 2024 году глубоко повлиял не только на католиков, но и на всех индонезийцев. Он продолжил, восхваляя принципы, которых Папа Римский неизменно придерживался на своём посту, такие как смирение, сострадание к обездоленным и его интерес к межконфессиональному и международному братству[17]. Бывшие президенты Джоко Видодо и Мегавати Сукарнопутри также выразили соболезнования в связи со смертью Папы Римского[18][19].

- Иордания — король Абдалла II выразил искреннюю симпатию христианам по всему миру, назвав Папу Римского «Папой народа», который ведёт за собой с состраданием, смирением и мягкостью[20].

- Ирак — пример-министр Мухаммед Шиа Ас-Судани сказал, что Франциска будут помнить за то, что он «служил человечеству, способствовал единству народов и поддерживал мир и высшие моральные и социальные ценности»[21].

- Иран — президент Масуд Пезешкиан сказал, что Франциск «посвятил свою жизнь распространению учения Христа и приложил эффективные и длительные усилия в этом направлении», и подчеркнул его роль в осуждении израильского вторжения в сектор Газа[22]. Министерство иностранных дел выразило свои соболезнования «всем христианам по всему миру»[23][8].

- Йемен — президент Рашад Мухаммед аль-Алими выразил соболезнования в связи со смертью Папы Римского Франциска, назвав его мировым символом терпимости, сосуществования и мира. Он подчеркнул, что Папа Римский поддерживал гуманитарные инициативы и давал надежду йеменскому народу[24].

- Казахстан — президент Касым-Жомарт Кемелевич Токаев заявил, что Папа Римский Франциск был выдающимся духовным лидером, который неустанно трудился во имя благородных принципов справедливости, сострадания и гуманизма. Он упомянул апостольский визит Папы Римского в Казахстан в 2022 году, который стал мощным символом понимания и терпимости[25].

- Камбоджа — пример-министр Хун Манет выразил соболезнования и сказал, что его будут помнить за «сострадание и активную поддержку мира, справедливости и заботу об уязвимых»[26].

- Катар — эмир шейх Тамим бин Хамад Аль Тани выразил соболезнования в телеграмме кардиналу Кевину Фарреллу, камерленго Святой Римской церкви[27].

- Китай — министерство иностранных дел выразило соболезнования в связи со смертью Франциска, отметив продолжающиеся конструктивные связи с Ватиканом. Хотя никаких подробностей о присутствии на похоронах не сообщалось, Китай подтвердил свою готовность продолжать улучшать двусторонние отношения[англ.][28].
  -  Гонконг — правительственные чиновники, в том числе бывшие руководители, 28 апреля посетили заупокойную мессу в Соборе Непорочного Зачатия, чтобы почтить память Папы Римского Франциска. Глава администрации Джон Ли Качхиу и министр по делам дома и молодёжи Элис Мак Мэйкуен[англ.] возложили цветы у собора[29].

- Китайская Республика — президент Лай Циндэ приветствовал «пожизненную приверженность Папы Римского миру, глобальной солидарности и заботе о нуждающихся»[30].

- Кувейт — эмир шейх Мишааль аль-Ахмед аль-Джабер ас-Сабах направил кардиналу Джованни Баттиста Ре телеграмму с выражением сочувствия. За свою жизнь он стал символом религиозной терпимости, объединяющим людей и призывающим к прощению. Он также высоко оценил огромный вклад Папы Римского, особенно его смелые позиции, способствующие миру и гармонии[31].

- Кыргызстан — президент Садыр Нургожоевич Жапаров направил кардиналу Кевину Фарреллу телеграмму с соболезнованиями. Он добавил, что Папа Римский Франциск сыграл важную роль в продвижении гуманизма, терпимости, милосердия, прощения и взаимопонимания между народами[32].

- Ливан — президент Жозеф Аун выразил соболезнования в связи с кончиной «дорогого друга» Ливана и Святого Престола. Премьер-министр Наваф Салам также назвал Папу «надёжным сторонником» Ливана[33].

- Малайзия — пример-министр Анвар Ибрагим выразил соболезнования, высоко оценив непреходящее наследие Папы как морального ориентира справедливости, смирения и сострадания в неспокойном мире. Далее он сказал, что преданность Папы делу сохранения окружающей среды, межконфессионального взаимопонимания и достоинства маргинализированных слоёв населения выходила далеко за рамки того, что могла обеспечить католическая церковь[34].

- Монголия — президент Ухнаагийн Хурэлсух выразил соболезнования, назвав визит Папы Римского Франциска в Монголию в 2023 году «исключительно важным событием, которое навсегда останется в истории золотыми буквами». Премьер-министр Лувсаннамсрайн Оюун-Эрдэнэ сказал, что Франциск «был близким и дорогим другом монгольского народа» и «его визит стал исторической вехой — первым в истории папским визитом в Монголию (...) спустя 777 лет после того, как посланник Джованни да Пьян дель Карпине доставил послание папы Иннокентия IV в Монгольскую империю»[35].

- Мьянма — председатель Государственного административного совета Мин Аун Хлайн выразил соболезнования и заявил, что Папа Римский «будет высоко почитаем за его служение и преданность [Господу], а также за его вклад в […] мир во всём мире»[36].

- Непал — пример-министр Кхадга Прасад Шарма Оли назвал Папу Римского Франциска мировым символом мира, сострадания и справедливости, чьё папство затронуло жизни людей по всему миру. Он выразил искренние соболезнования от имени Непала всему католическому сообществу, отметив, что наследие Папы Римского запомнится его непоколебимой приверженностью гармонии, смирению и служению человечеству[37].

- ОАЭ — пример-министр Шейх Мухаммад ибн Заид Аль Нахайян выразил соболезнования, добавив, что Папа Римский посвятил свою жизнь «продвижению принципов мирного сосуществования и взаимопонимания». Вице-президент и премьер-министр Шейх Мохаммед ибн Рашид Аль Мактум сказал, что «наследие Папы Римского в области смирения и межконфессионального единства будет продолжать вдохновлять многие сообщества по всему миру»[38].

- Оман — султан Хейсам бен Тарик направил телеграмму кардиналу Кевину Фарреллу, в которой выразил соболезнования жителям Ватикана и христианам по всему миру[39].

- Пакистан — президент Асиф Али Зардари сказал, что Папу Римского Франциска будут помнить за его усилия по содействию миру, социальной справедливости, межконфессиональному диалогу и благополучию наиболее уязвимых сообществ по всему миру[40]. Премьер-министр Шехбаз Шариф назвал его убеждённым сторонником гармонии и мира[41].

- Палестина — президент Махмуд Аббас заявил, что Папа Римский Франциск был верным другом палестинцев, который отстаивал их права[42].

- Республика Корея — исполняющий обязанности президента и премьер-министра Хан Доксу направил государственному секретарю Ватикана Пьетро Паролину послание с соболезнованиями, в котором говорится: «Правительство и народ Республики Корея разделяют скорбь католиков по всему миру и выражают свои искренние соболезнования». Он также упомянул отношения между Папой Римским и Южной Кореей[англ.], в том числе визит Папы Римского в страну в 2014 году[43].

- Россия[a] — президент Владимир Владимирович Путин выразил соболезнования Ватикану, отметив, что Папа Франциск «активно способствовал развитию диалога между Русской православной и Римско-католической церквями, а также конструктивному сотрудничеству между Россией и Святым Престолом»[44].

- Саудовская Аравия — король Салман ибн Абдул-Азиз Аль Сауд и наследный принц Мухаммед ибн Салман Аль Сауд выразили свои соболезнования[45].

- Сингапур — президент Тарман Шанмугаратнам охарактеризовал Папу Римского Франциска как человека, обладающего «непоколебимым состраданием, смирением и преданностью человечеству», чьи послания нашли отклик в многоконфессиональном сообществе Сингапура. Премьер-министр Лоуренс Вонг сказал, что сострадание и лидерство Папы Римского Франциска повлияли на бесчисленное количество жизней, дали людям надежду и укрепили усилия по содействию единству и гармонии между всеми религиями. Он выразил соболезнования католической общине Сингапура и всего мира[46].

- Сирия — президент Ахмед аль-Шараа похвалил Папу Римского Франциска, заявив, что тот был рядом с сирийским народом в самые трудные времена и никогда не переставал выступать против несправедливости и насилия, с которыми им приходилось сталкиваться. «Его призывы преодолели политические границы, и его наследие, основанное на моральном мужестве и солидарности, будет жить в сердцах многих на нашей родине», — добавил он[47].

- Таджикистан — президент Эмомали Рахмон направил телеграмму с соболезнованиями кардиналу Джованни Баттиста Ре, в которой говорится, что новаторские действия и инициативы Папы принесли ему международную известность и внесли значительный вклад в мировые события. Далее он отметил, что признаёт и ценит достойный вклад Папы в развитие межкультурного общения и всестороннее применение ценностей терпимости, мира и гармонии во всех сферах жизни[48].

- Таиланд — король Маха Вачиралонгкорн направил Ватикану послание с соболезнованиями, в котором выразил, что он и королева Сутхида Вачиралонгкорн глубоко опечалены смертью Папы Римского[49]. Премьер-министр Пхэтхонгтхан Чиннават заявил в послании, что миллионы людей из всех слоёв общества были вдохновлены неизменным состраданием Папы Римского, его нравственным мужеством, благородным смирением и неустанными поисками мира[50].

- Туркменистан — президент Сердар Гурбангулыевич Бердымухамедов выразил соболезнования кардиналу Кевину Фарреллу, сказав, что каждая страна всегда будет помнить о колоссальных усилиях Папы Римского Франциска по налаживанию дружественных религиозных связей и укреплению международного мира, гармонии и единства[51].

- Турция — президент Реджеп Тайип Эрдоган выразил соболезнования в социальных сетях, назвав Папу Римского «уважаемым государственным деятелем» и «духовным лидером, который придавал значение диалогу между различными религиозными группами и проявлял инициативу в условиях человеческих трагедий, особенно в палестинском вопросе и геноциде в Газе»[52].

- Узбекистан — президент Шавкат Миромонович Мирзиёев направил соболезнования кардиналу Кевину Фарреллу, камерленго Святой Римской церкви, а также Ватикану и католикам по всему миру[53]. Он заявил: «Его Святейшество внёс достойный вклад в укрепление сотрудничества между Узбекистаном и Ватиканом, содействуя межконфессиональной дружбе, поддерживая нуждающихся по всему миру и распространяя ценности доброты и сострадания»[54].

- Филиппины — президент Бонгбонг Маркос заявил, что Филиппины присоединяются к международному католическому сообществу в скорби по поводу кончины Папы Римского Франциска. Президент сказал, что Папа Римский Франциск был «человеком глубокой веры и смирения, Папа Римский Франциск руководил не только мудро, но и с открытым сердцем для всех, особенно для бедных и забытых», и назвал его «лучшим Папой за всю мою жизнь»[55].

- Шри-Ланка — президент Анура Кумара Диссанаяке почтил память Папы Римского Франциска, который был верен принципам справедливости, сострадания и межконфессиональной гармонии. Он заявил, что мир уже никогда не будет прежним благодаря непоколебимой приверженности Папы человечности, состраданию и миру[56]. Страна объявила 26 апреля 2025 года национальным днём траура[57].

- Япония — император Нарухито и императрица Масако направили Коро Бэссё[англ.], великого камергера императорской четы, в Апостольскую нунциатуру в Японии в Токио, чтобы выразить свои соболезнования[58]. Премьер-министр Сигэру Исиба выразил свою печаль и уважение к Франциску. Он добавил, что кончина Папы Римского — значительная потеря для народа Ватикана и католиков, а также для всего общества[59].

### Африка
- Алжир — президент Абдельмаджид Теббун выразил соболезнования «Ватикану, всем его учреждениям и всем христианам во всём мире»[60].

- Ангола — президент Жуан Лоуренсу направил послание с соболезнованиями кардиналу Джованни Баттисте Ре, выразив «боль и печаль» в связи с кончиной Папы Римского, назвав это «тяжелым ударом для всего мира» и невосполнимой утратой для католиков. Он также отметил наследие Папы Римского Франциска как лидера, который выделялся своей приверженностью социальной справедливости, миру и защите наиболее уязвимых слоев населения[61].

- Бенин — правительство Бенина выразило соболезнования, заявив, что жизнь Папы запомнится его смирением, близостью к бедным и непоколебимой поддержкой социальной справедливости, мира и межкультурного общения. «Бенин, страна религиозной гармонии и терпимости, чтит память человека веры и сердца, который отстаивал универсальные ценности человечности и братства», — говорится в заявлении[62].

- Буркина-Фасо — временный президент Ибрагим Траоре почтил память Папы Римского Франциска, заявив, что помнит Папу как человека, посвятившего свою жизнь делу справедливости и мира во всём мире, а также помощи бедным и обездоленным. Он отметил, что, несмотря на терроризм, которому подверглась Буркина-Фасо, Папа никогда не переставал выражать свою близость и симпатию к стране[63].

- Бурунди — президент Эварист Ндайишимийе почтил память Папы Римского, его вклад в религию, мир и человечность, выразив соболезнования католической церкви в Бурунди и во всём мире[64].

- Габон — президент Брис Олиги Нгема выразил соболезнования в социальных сетях. Он подчеркнул, что учение Папы Римского о вере, мире и смирении будет и дальше служить примером для всех людей[65][66].

- Гамбия — президент Адама Барроу выразил соболезнования и назвал Папу Римского дальновидным лидером, который был полностью предан делу содействия миру, глобальному взаимопониманию и гармонии[67].

- Гана — президент Джон Драмани Махама заявил, что он лично встречался с Папой Римским Франциском и что его лидерство и наследие, основанное на сострадании к другим, будут продолжать вдохновлять поколения[68].

- Гвинея — премьер-министр Амаду Ури Ба почтил память Папы Римского Франциска, сказав, что он близок к обездоленным и нуждающимся, которые умерли в день всемирного празднования Вознесения Иисуса Христа на небеса. «Великий голос и великая гуманистическая совесть угасли», — добавил он[69].

- Гвинея-Бисау — президент Умару Сисоку Эмбало выразил соболезнования и назвал Папу «достойным человеком». Он подчеркнул, что, хотя мы не можем утверждать, что не будет другого Папы, подобного Франциску, который имел бы решающее значение для человечества, мы можем признать, что Папа Франциск был выдающимся лидером[70].

- Демократическая Республика Конго — президент Феликс Чисекеди почтил Папу Римского Франциска как «великого служителя Бога», назвав его жизнь примером веры, смирения и непоколебимой приверженности миру, справедливости и человеческому достоинству[71].

- Джибути — президент Исмаил Омар Гелле написал в Твиттере, что Папа Римский Франциск оставляет после себя не просто духовное наследие; он оставляет после себя след человека, который ценит справедливость, гуманизм и братство. Далее он сказал, что Папа Римский повысил осведомлённость о необходимости мира, объединил культуры и пробудил совесть[72].

- Египет — президент Абдель Фаттах ас-Сиси заявил, что Папа Римский Франциск «был голосом мира, любви и сострадания»[2].

- Замбия — президент Хакаинде Хичилема и его предшественник Эдгар Лунгу отдали дань уважения наследию Папы Римского[73].

- Зимбабве — президент Эммерсон Мнангагва назвал Папу Римского «человеком глубокого смирения, который выступает за мир, сострадание и справедливость»[74].

- Кабо-Верде — президент Жозе Мария Невеш выразил соболезнования и высоко оценил «огромное наследие для Церкви и человечества». Премьер-министр Улиссеш Коррейя-и-Силва приветствовал наследие Папы Римского Франциска, назвав его «великим борцом за прозрачность, нравственность в Церкви, за мир, за достоинство иммигрантов и за планету перед лицом изменения климата»[75].

- Камерун — президент Поль Бийя назвал Папу Римского «ревностным служителем Церкви» и выразил соболезнования Ватикану от имени народа Камеруна[76].

- Кения — президент Уильям Руто назвал смерть Папы «большой потерей» для христианского мира и высоко оценил его «непоколебимую приверженность инклюзивности и справедливости»[2].

- Кот-д’Ивуар — президент Алассан Уаттара назвал Папу Римского «неутомимым борцом за мир и социальную справедливость», отдав должное «его преданности самым слабым членам общества и его стремлению создать мир, основанный на равенстве и уважении к окружающей среде»[77].

- Лесото — премьер-министр Сэм Матекане выразил соболезнования в связи с кончиной Папы Римского, назвав его настоящим посланником человечества и мира[78].

- Либерия — президент Джозеф Боакаи выразил глубокую скорбь в связи со смертью Папы Римского Франциска, принеся соболезнования Католической церкви, Святому Престолу и католикам по всему миру от имени правительства и народа Либерии[79].

- Мавритания — от имени правительства Мавритании министр по делам ислама Сиди Яхья Ульд Шейхна Ульд Аль-Мурабит выразил соболезнования епископу Виктору Ндионе в Епархии Нуакшота[80].

- Маврикий — премьер-министр Навинчандра Рамгулам выразил соболезнования и похвалил Папу Римского за «скромность, сострадание и преданность самым обездоленным». До дня похорон на всех правительственных зданиях был приспущен флаг Маврикия[81][82].

- Мадагаскар — президент Андри Радзуэлина похвалил Папу Римского Франциска за простоту и мудрость, сказав, что это «всегда будет в моих мыслях и сердце, особенно любовь, которая всегда направляла его шаги», и вспомнил визит Папы Римского на Мадагаскар[83].

- Малави — президент Лазарус Чаквера заявил, что он будет чествовать Папу Римского за его храбрость в продвижении реформы глобального управления. Далее он сказал, что Папа Римский подал пример католической церкви, внеся смелые изменения, такие как энциклика Laudato si[84].

- Марокко — король Мухаммед VI направил послание с соболезнованиями кардиналу Джованни Баттиста Ре, декану Коллегии кардиналов, и напомнил о визите Папы Римского в Марокко[85]

- Мозамбик — президент Даниэл Шапу выразил свои соболезнования, сказав: «Пусть вера и надежда утешат скорбящие сердца, и пусть наследие Папы Римского Франциска продолжит освещать наш путь»[83].

- Намибия — президент Нетумбо Нанди-Ндайтва заявила, что Папа Римский Франциск «навсегда останется в нашей памяти благодаря своему пристальному вниманию к социально-экономическим проблемам, с которыми сталкивается развивающийся мир». Она добавила, что его смерть «напоминает нам о необходимости удвоить наши усилия в пользу наиболее уязвимых групп населения, чтобы обеспечить справедливое и равноправное общество»[86].

- Нигерия — президент Бола Тинубу призвал мир почтить его учение и прославить его наследие, назвав Папу Римского Франциска защитником обездоленных и маяком надежды для миллионов[87].

- Республика Конго — президент Дени Сассу-Нгессо приветствовал «участие Папы Римского Франциска в решении проблем климата, миграции, мира и бедности в мире»[88].

- Руанда — президент Поль Кагаме выразил соболезнования, назвав Папу Римского всемирно известным нравственным лидером, чья честность и скромность помогли наладить ранее напряжённые отношения между Руандой и католической церковью[89].

- САДР — президент Брагим Гали направил послание с соболезнованиями кардиналу Кевину Фарреллу в связи со смертью Папы Римского Франциска. Он выразил скорбь и сочувствие, а также соболезнования семье покойного и Ватикану в целом[90].

- Сан-Томе и Принсипи — президент Карлуш Вила-Нова написал Ватикану письмо с соболезнованиями, в котором говорится, что Папа Римский Франциск известен своей теплотой, стремлением к простоте, участием в решении социальных, экологических и правовых вопросов, своим лидерством в вере и призывом быть предпринимателем, претворяющим мечты, а не управляющим страхами. Далее он сказал, что Франциск был реформаторским Папой Римским и универсальным символом гуманизма в поддержку обездоленных людей на Земле[91].

- Свазиленд — от имени короля Мсвати III, королевы Нтфомби Тфвала, а также правительства и граждан Свазиленда премьер-министр Рассел Дламини выразил соболезнования от имени нации, назвав это событие значительной потерей для католической церкви и добрых людей во всём мире. Он назвал Папу Римского символом гармонии, сострадания и мира, чьё наследие будет продолжать вдохновлять и вести за собой будущие поколения[92].

- Сейшельские Острова — президент Уовел Рамкалаван написал, что кончина Папы Римского опустошила христианство в целом. Он назвал Папу Римского преданным своему делу епископом и выдающимся духовным лидером, который был непреклонным защитником человеческого достоинства, отвечая на страстную глобальную потребность в справедливости[93].

- Сенегал — президент Бассиру Диомай Фай выразил соболезнования, заявив, что мир потерял выдающегося духовного деятеля. «Папа Римский олицетворял живую надежду для миллионов верующих и людей доброй воли благодаря своей заботе о самых уязвимых и постоянному призыву к диалогу между народами и религиями», — продолжил он[94].

- Сьерра-Леоне — президент Джулиус Маада Био выразил соболезнования, заявив, что он убит горем. Он призвал тех, кто имел честь знать религиозного лидера, «найти утешение в наших дорогих воспоминаниях о его лидерстве и сострадании» и пожелал ему «вечного покоя»[95].

- Танзания — президент Самия Сулуху Хасан выразила соболезнования, назвав Папу Римского лидером и педагогом, посвятившим свою жизнь укреплению мира во всём мире, прогрессу человечества и благополучию[96].

- Того — президент Фор Эссозимна Гнассингбе похвалил Папу Римского Франциска за его непоколебимые усилия по защите человеческого достоинства и оказанию помощи самым слабым членам общества. Эти действия останутся в их коллективной памяти[97].

- Тунис — от имени президента Туниса министр иностранных дел Мохамед Али Нафти[фр.] отправился в Рим, чтобы выразить соболезнования и присутствовать на похоронах Папы Римского. Он также выразил солидарность Туниса с народом и властями Святого Престола, чтобы укрепить основы безопасности и стабильности в мире[98].

- Уганда — правительство выразило соболезнования в связи с кончиной Папы Римского Франциска, назвав его визит в 2015 году моментом единства и духовного обновления. Министр Крис Бариомунси[англ.] высоко оценил приверженность Папы Римского делу мира и социальной справедливости, отметив, что Уганда будет представлена на его похоронах[99].

- ЦАР — 22 апреля президент Фостен-Арканж Туадера подписал Книгу соболезнований в Апостольской нунциатуре в Банги[100].

- Чад — президент Махамат Деби почтил память Папы Римского, назвав его мировым лидером, посвятившим свою жизнь служению людям. Он также подчеркнул роль Папы Римского как преданного религиозного лидера, который заботится о самых слабых членах общества и является ярым сторонником мира[101].

- ЮАР — президент Сирил Рамафоса заявил, что Папа Римский Франциск обладает «смирением» и глубокой приверженностью «деланию Церкви и мира лучше»[2].

- Южный Судан — президент Сальваторе Киир Маярдит назвал Папу Римского Франциска «маяком надежды, сострадания и единства». Он добавил, что во время гражданской войны в Южном Судане «акт доброты и смирения, продемонстрированный Папой Римским Франциском во время нашего визита в Рим в 2019 году, когда он преклонил колени, чтобы поцеловать наши ноги, стал поворотным моментом для нас, мирных партнёров»[102].

### Европа
- Австрия — президент Александр Ван дер Беллен назвал Папу «проводником надежды» и «вдохновением для миллионов верующих и далеко за их пределами». Франциск, продолжил он, был «очень близок к людям» и «Папой, выступающим за социальную справедливость». Канцлер Кристиан Штокер назвал это событие «болезненной потерей для католической церкви и для многих людей по всему миру»[103].

- Албания — президент Байрам Бегай заявил, что Папа оставил после себя наследие из «сострадания, любви и преданности каждому человеку, каждому верующему любой религии»[104]. Премьер-министр Эди Рама выразил соболезнования и назвал Папу «незабываемым другом Албании»[105].

- Андорра — епископ-соправитель и архиепископ Уржеля Жоан Энрик Вивес-и-Сисилья подчеркнул, что память о Папе Франциске «сохранится благодаря его служению мигрантам и бедным» и «благодаря образцовой жизни, которую он вёл как епископ Рима». Премьер-министр Ксавьер Эспот Самора выразил соболезнования, написав, что «он был очень важным Папой Римским для Католической церкви, примером доброты и принимал активное участие в решении важнейших проблем нашего мира, таких как изменение климата и борьба с неравенством», и выразил надежду, что «его наследие сохранится надолго»[106][107].

- Беларусь — президент Александр Григорьевич Лукашенко в своём заявлении с соболезнованиями кардиналу Кевину Фарреллу написал, что «любовь к пастве, ко всем людям и ко всему миру» характеризовала служение Франциска. Он добавил: «Как истинный гуманист и защитник интересов простого человека, Папа внес неоценимый вклад в обеспечение социального равенства и справедливости. Работа Папы стала свидетельством его глубокой веры, мудрости и гуманизма»[108].

- Бельгия — король Филипп и королева Матильда выразили свою благодарность за честь, которую Папа оказал им, приехав в их страну, и сказали, что разделяют скорбь всех католиков по всему миру, а также всех, кто любил и ценил его. Премьер-министр Барт Де Вевер почтил память Папы в Твиттере латинской фразой «Requiem aeternam dona ei, Domine, et lux perpetua luceat ei»[109].

- Болгария — президент Румен Радев сказал, что Папа Франциск «посвятил своё служение миру, взаимопониманию и единству народов»[110]. Премьер-министр Росен Желязков написал, что Папа Франциск был настоящим другом Болгарии и всегда будет олицетворением гармонии, сострадания и мира[111].

- Босния и Герцеговина — три члена Президиума Боснии и Герцеговины направили отдельные послания с соболезнованиями[112], и 26 апреля 2025 года в стране был объявлен День траура в его честь[113].

- Великобритания — король Карл III сказал, что у него и королевы Камиллы «тяжелые сердца», и отдал дань уважения «состраданию» и «неустанной приверженности» Франциска верующим людям[114]. Премьер-министр Кир Стармер похвалил его как «Папу для бедных, угнетенных и забытых»[115][2]. Бывший премьер-министр Тони Блэр, который перешел в католическую церковь после ухода с поста в 2007 году, описал Франциска как «экстраординарного и преданного слугу католической церкви, которым восхищаются как внутри, так и за ее пределами за его смирение, сострадание и непоколебимую приверженность христианской вере и служению всему человечеству — как христианам, так и нехристианам». Бывший премьер-министр Гордон Браун также приветствовал «бескорыстную жизнь Папы, полную служения и нравственного лидерства»[116]. Флаг Великобритании был приспущен на королевских резиденциях и правительственных зданиях в знак уважения[2].
  -  Гибралтар — главный министр Фабиан Пикардо выразил соболезнования кардиналу Пьетро Паролин, назвав смерть Франциска «печальным днём для католической общины в Гибралтаре и во всём мире, но и для всего мира в целом»[117].
  -  Джерси — сэр Тимоти Ле Кок[англ.], бейлиф Джерси, сказал, что «бескорыстная преданность Папы своей вере и всем, кто имеет благие намерения, сделала его очень любимой и уважаемой фигурой»[118].
  -  Северная Ирландия — первый министр Мишель О’Нил заявила, что католики «по всему миру, в том числе здесь, в Ирландии, глубоко переживут его потерю»[119], в то время как заместитель первого министра Эмма Литтл-Пенгелли также выразила соболезнования в своём заявлении[120].
  -  Уэльс — первый министр Джон Суинни назвал Франциска «голосом мира, терпимости и примирения»[2].
  -  Шотландия — первый министр Элюнед Морган выразила «самые глубокие соболезнования католической общине в Уэльсе и во всем мире»[2].

- Венгрия — президент Тамаш Шуйок сказал, что Папа Франциск «говорил на языке народа, чтобы каждый мог его понять»[121][122]. Премьер-министр Виктор Орбан поблагодарил Папу Франциска в посте на Facebook, попрощавшись с ним[123].

- Германия — президент Франк-Вальтер Штайнмайер назвал Папу «сияющим знаком надежды» и «человеком мира»[124]. Канцлер Олаф Шольц выразил свои соболезнования в связи с потерей «защитника слабых, миротворца и добросердечного человека» в своем посте в Twitter[125]. Назначенный канцлером Фридрих Мерц отдал дань уважения «неустанной заботе Франциска о самых слабых в обществе, о справедливости и примирении»[23].

- Греция — президент Константинос Тасулас назвал Папу «преобразующим религиозным лидером», чьё наследие «продолжит вдохновлять в трудные времена»[126]. Премьер-министр Кириакос Мицотакис выразил соболезнования Франциску и людям, разделяющим ценности мира и солидарности[127].

### Северная Америка
- Антигуа и Барбуда — премьер-министр Гастон Браун написал письмо с соболезнованиями епископу Роберту Лланосу из Сент-Джонс — Бастера, в котором говорится, что жизнь Папы была свидетельством силы смирения, милосердия и вечной преданности Евангелию Христа. Он также рассказал о том, как Папа Римский воплощал в себе ценности проницательности, умения слушать и лидерства, основанного на служении, пробуждая в Церкви дух сострадания и возрождения, и о том, что его приверженность социальной справедливости, межконфессиональному взаимопониманию и сохранению окружающей среды оказала значительное и продолжительное влияние[128].

- Багамские Острова — премьер-министр Филип Дэвис выразил свои соболезнования. Он заявил, что его «жизнь была отмечена скромностью, мужеством и глубокой преданностью человечеству»[129].

- Барбадос — премьер-министр Миа Моттли выразила соболезнования, назвав Папу Римского «маяком глобального морального стратегического лидерства» и сказав, что его труды придавали ей смелости в самые трудные моменты для Барбадоса[130].

- Белиз — в официальном заявлении правительства высоко оценено его «наследие сострадания, смирения и мира», а также упомянута его встреча в 2024 году с премьер-министром Джоном Брисеньо в Ватикане, посвященная десятилетиям поддержки Церковью образования, здравоохранения и социальных служб в Белизе[131].

- Гаити — переходный президентский совет[фр.] выступил с заявлением, в котором назвал Папу Римского почитаемым духовным лидером и ярым защитником человеческого достоинства. В нём также говорится, что Папа Римский Франциск на протяжении всего своего понтификата был голосом справедливости, сострадания и мира, взывающим к сердцам всех, независимо от их убеждений. Его преданность самым слабым членам общества, его смирение и вера в человечество останутся в коллективной памяти[132].

- Гайана — президент Ирфаан Али назвал Папу Римского Франциска «пастырем сострадания и совести» и выразил соболезнования от имени правительства и народа Гайаны. Он высоко оценил скромность Папы Римского, его заботу об окружающей среде и приверженность социальной справедливости и межконфессиональному диалогу[133].

- Гватемала — президент Бернардо Аревало сказал: «Спасибо вам за всё, Папа Франциск. Пусть Папа милосердия и простоты покоится с миром»[134].

- Гондурас — президент Сиомара Кастро выразила соболезнования, подчеркнув, что Папа Римский был великим духовным лидером, сочувствовавшим бедным и выступавшим за справедливость, мир, мигрантов и сохранение их общей родины[135].

- Гренада — премьер-министр Дикон Митчелл охарактеризовал Папу Римского Франциска как лидера-слугу, который жил в соответствии с принципами справедливости и сострадания, выступая в защиту обездоленных и бесправных. Далее он сказал, что миллионы людей были вдохновлены лидерством Папы Римского, которое побуждает их смотреть на мир с сочувствием и любовью, а не с разделением[136].

- Доминика — премьер-министр Рузвельт Скеррит назвал Папу Римского Франциска миротворцем и истинным пастырем веры. «Давайте почтим его наследие смирения, сострадания и заботы о самых слабых из нас, оплакивая его кончину», — добавил он[137].

- Доминиканская Республика — президент Луис Абинадер выразил «глубочайшую скорбь в связи со смертью Его Святейшества» и добавил: «Мы присоединяемся к молитвам Католической церкви и её верующих, а также миллионов людей по всему миру, которые признают его лидерство, его наследие в области мира, продвижения и защиты прав человека и его благородное служение тем, кто больше всего в нём нуждается. Его память будет жить вечно»[138].

- Канада — премьер-министр Марк Карни назвал Папу Римского «голосом нравственной ясности, духовной смелости и безграничного сострадания», а также «совестью мира» и упомянул его извинения, которые он принёс в 2022 году выжившим в системе интернатов для индейцев в Канаде во время своего визита в Канаду. В отдельном заявлении генерал-губернатор Мэри Саймон напомнила о его извинениях и добавила, что он распространял «послания мира, любви и взаимопонимания по всему миру»[139].

- Коста-Рика — флаги на президентском дворце были приспущены в знак уважения к смерти Франциска[140].

- Куба — президент и первый секретарь Коммунистической партии Мигель Диас-Канель выразил соболезнования в связи со смертью Папы Римского Франциска, поблагодарил его за «близость» к стране и выразил соболезнования международному католическому сообществу и семье Франциска[141]. Предшественник Диаса-Канеля Рауль Кастро также выразил соболезнования[142].

- Мексика — президент Клаудия Шейнбаум назвала Папу Римского Франциска «гуманистом, который выступал за бедных, мир и равенство»[143], а бывший президент Энрике Пенья Ньето (который руководил визитом Папы Римского Франциска в Мексику в 2016 году) выразил сожаление по поводу его смерти, назвав его «социальным лидером, имеющим большое значение»[144].

- Никарагуа — сопредседатели Даниэль Ортега и Росарио Мурильо выразили скорбь в связи со смертью Папы Римского Франциска, назвав его первым Папой Римским из Северной и Южной Америки. В официальном заявлении они высоко оценили его послание о мире и вере, несмотря на прошлые разногласия с Ватиканом, и вознесли молитвы о его вечном покое[145].

- Панама — президент Хосе Рауль Мулино выразил соболезнования и заявил, что «его пребывание в Ватикане оставило неизгладимое впечатление и наполнило сердца людей по всему миру сочувствием, признательностью и уважением. Мир его великой душе»[146].

- Сальвадор — президент Найиб Букеле выразил соболезнования в связи с кончиной Папы Римского и выразил сочувствие католикам как внутри страны, так и за рубежом. Он сказал: «Мы молимся о его вечном покое и утешении тех, кто любил его и сопровождал его в жизни»[147].

- Сент-Винсент и Гренадины — премьер-министр Ральф Гонсалвес заявил, что в мире много горя. Он охарактеризовал Папу Римского Франциска как могущественного борца за мир во всём мире, великого нравственного лидера и человека, который стремился улучшить мир[148].

- Сент-Китс и Невис — премьер-министр Терренс Дрю заявил, что католики в странах Карибского бассейна и Латинской Америки, особенно в Сент-Китсе и Невисе, были преисполнены гордости и надежды после того, как Папа Римский Франциск был избран первым латиноамериканским Папой Римским и Папой-иезуитом за более чем тысячу лет. Он добавил, что во время понтификата Франциска тот неустанно продвигал межконфессиональную гармонию и диалог, выступал в защиту бедных и требовал большей социальной справедливости[149].

- Сент-Люсия — премьер-министр Филип Джозеф Пьер назвал Папу Римского Франциска маргинализированным и обедневшим защитником. Он также заявил, что послание Папы Римского было посланием терпимости и любви в обществе, наполненном печалью и ощущаемым неравенством[150].

- Суринам — президент Чан Сантохи выразил соболезнования, назвав Папу Римского «нравственным ориентиром для мирового сообщества» и высоко оценив его непоколебимую приверженность справедливости, миру и человеческому достоинству[151].

- США — президент Дональд Трамп написал в Truth Social: «Покойся с миром, Папа Римский Франциск! Да благословит его Бог и всех, кто его любил!»[2] Позже в тот же день Трамп объявил, что подписал указ, согласно которому все федеральные флаги и флаги штатов должны быть приспущены в честь понтифика[22]. Бывшие президенты Джо Байден, Барак Обама и Билл Клинтон также выразили соболезнования. Байден, который встречался с Папой Римским во время своего вице-президентства и президентства, сказал, что Франциска «будут помнить как одного из самых влиятельных лидеров нашего времени», отдав дань уважения его многолетней гуманитарной деятельности в родной Аргентине[68]. Обама назвал Папу Римского «редким лидером, который заставил нас захотеть стать лучше»[152]. Клинтон охарактеризовала его как «необыкновенного человека»[153]. В своём посте в Twitter вице-президент Джей Ди Вэнс, который также встречался с Папой Римским за день до его смерти, выразил благодарность за то, что увидел его, «хотя он, очевидно, был очень болен», и выразил сочувствие «миллионам христиан по всему миру, которые его любили»[154][155].
  -  Виргинские Острова (США) — от имени губернатора Альберта Брайана-младшего[англ.] директор Ричард Мотта-младший 22 апреля провёл пресс-брифинг в Доме правительства, выразив глубокие соболезнования в связи с кончиной Папы Франциска. «Папа Франциск был скромным служителем с моральным компасом, чьё послание о справедливости, сострадании и милосердии находило отклик во всём мире», — добавил Мотта. «Он занимал особое место во многих сердцах здесь, на Виргинских островах, где община и вера являются неотъемлемой частью нашего образа жизни»[156].
  -  Пуэрто-Рико — губернатор Дженнифер Гонсалес-Колон[англ.] выразила соболезнования, сказав, что смирение Папы Римского Франциска, его чувство социальной справедливости и способность говорить с сердцами людей, особенно самых обездоленных и несчастных, изменили представление многих людей о духовном лидерстве[157].

- Тринидад и Тобаго — премьер-министр Стюарт Янг назвал Папу Римского выдающимся и скромным лидером, известным своими достижениями в области международной дипломатии[133].

- Ямайка — премьер-министр Эндрю Холнесс выразил соболезнования, заявив, что Папа Римский Франциск был борцом и сторонником перемен, используя свой статус Папы Римского, чтобы привлечь внимание к таким проблемам, как изменение климата, равноправие и справедливость. Он добавил, что миллионы людей были привлечены его подходом и более сильной верой в Бога благодаря его спокойному смирению[133][158].

### Южная Америка
- Аргентина — президент Хавьер Милей выразил свои соболезнования[44]. Бывшие президенты Кристина Фернандес де Киршнер, Маурисио Макри и Альберто Фернандес также выразили соболезнования и поделились своими личными историями о понтифике[159][160].

- Боливия — президент Луис Арсе Катакора назвал Папу Римского Франциска «не только главой католической церкви, но и верным другом Великой Родины[англ.] и ревностным защитником самых уязвимых»[161][162].

- Бразилия — президент Луис Инасиу Лула да Силва заявил, что Папа Римский Франциск «неустанно стремился принести любовь туда, где была ненависть. Единство там, где был раздор. И понимание того, что мы все равны, живём в одном доме, на нашей планете, которая срочно нуждается в нашей заботе»[163].

- Венесуэла — президент Николас Мадуро выразил соболезнования, назвав Папу Римского Франциска «пастырем мира, братом Юга и стойким защитником справедливости, мира и самым скромным человеком». Он подчеркнул, что Папа Римский прославился как бесстрашный голос, осуждающий несправедливость международной системы и выступающий за развитие более сострадательного и воодушевляющего общества[164].

- Колумбия — президент Густаво Петро назвал Папу Римского Франциска «великим другом» и заявил, что после смерти Франциска он почувствовал себя «несколько одиноким». Он также подчеркнул, что Папа Римский был защитником жизни и духовным лидером[165].

- Парагвай — президент Сантьяго Пенья выразил соболезнования, сказав, что Папа Римский оставил после себя наследие в виде служения и преданности самым уязвимым идеалам, которые послужат постоянным источником вдохновения[166].

- Перу — президент Дина Болуарте выразила соболезнования через верифицированный аккаунт президентской администрации в Twitter и подтвердила, что Папа Римский смог направить Церковь по верному пути с состраданием, знанием и оптимизмом[167].

- Уругвай — президент Яманду Орси выразил соболезнования католической общине и заявил, что «он ушёл, возможно, в то время, когда мир больше всего в нём нуждался», оставив после себя «ясное наследие и путь, по которому можно идти»[168], в то время как бывший президент Хосе Мухика заявил, что «скончался не просто нейтральный Папа Римский, это история религиозного человека, преданного своему образу мыслей и чувств»[169].

- Чили — президент Габриэль Борич написал в своём аккаунте в Twitter, что «Папа Римский Франциск, который искренне стремился приблизить Церковь к людям в мире, где духовное, кажется, отошло на второй план, умер», и упомянул ценности «социальной справедливости», которые отстаивал Франциск[170].

- Эквадор — президент Даниэль Нобоа сказал: «Сегодня мир потерял духовного лидера, который своей смелостью, простотой и верой ознаменовал нашу эпоху». Он добавил: «Мы в Эквадоре присоединяемся в молитве ко всей Церкви и миллионам верующих, которые сегодня скорбят о кончине Папы Римского Франциска»[171].

## Официальный траур
Святой Престол объявил девятидневный траур с заупокойной новенной, начиная с дня похорон Франциска 26 апреля 2025 года. Некоторые страны и территории также объявили национальный траур.
| Страна                | Число дней траура | Период            | Прим            |
| --------------------- | ----------------- | ----------------- | --------------- |
| Ватикан               | 9                 | 26 апреля– 4 мая  | [ 172 ]         |
| Аргентина             | 7                 | 22–28 апреля      | [ 173 ] [ 174 ] |
| Бразилия              | 7                 | 22–28 апреля      | [ 163 ]         |
| Восточный Тимор       | 7                 | 22–28 апреля      | [ 175 ]         |
| Пуэрто-Рико           | 6                 | 21–26 апреля      | [ 176 ] [ 177 ] |
| Италия                | 5                 | 22–26 апреля      | [ 178 ]         |
| Парагвай              | 5                 | 22–26 апреля      | [ 179 ]         |
| Сан-Томе и Принсипи   | 5                 | 22–26 апреля      | [ 180 ]         |
| Коста-Рика            | 4                 | 21–24 апреля      | [ 181 ]         |
| Филиппины             | 4                 | 23–26 апреля      | [ 182 ]         |
| Сейшельские острова   | 4                 | 22–24 и 26 апреля | [ 183 ]         |
| Чили                  | 3                 | 22–24 апреля      | [ 184 ]         |
| Куба                  | 3                 | 22–24 апреля      | [ 185 ]         |
| Панама                | 3                 | 22–24 апреля      | [ 186 ]         |
| Эквадор               | 3                 | 22–24 апреля      | [ 187 ]         |
| Гватемала             | 3                 | 22–24 апреля      | [ 188 ]         |
| Ливан                 | 3                 | 22–24 апреля      | [ 189 ]         |
| Иордания              | 3                 | 22–24 апреля      | [ 190 ]         |
| Панама                | 3                 | 22–24 апреля      | [ 191 ]         |
| Перу                  | 3                 | 22–24 апреля      | [ 192 ]         |
| Испания               | 3                 | 22–24 апреля      | [ 193 ] [ 194 ] |
| Венесуэла             | 3                 | 22–24 апреля      | [ 195 ]         |
| Индия                 | 3                 | 22–23 и 26 апреля | [ 196 ]         |
| Экваториальная Гвинея | 3                 | 23–25 апреля      | [ 197 ]         |
| Палестина             | 3                 | 23–25 апреля      | [ 198 ]         |
| Таиланд               | 3                 | 23–25 апреля      | [ 199 ]         |
| Бангладеш             | 3                 | 24–26 апреля      | [ 200 ]         |
| Белиз                 | 3                 | 24–26 апреля      | [ 201 ]         |
| Монако                | 3                 | 24–26 апреля      | [ 202 ]         |
| Мозамбик              | 3                 | 24–26 апреля      | [ 203 ]         |
| Португалия            | 3                 | 24–26 апреля      | [ 204 ]         |
| Кабо-Верде            | 2                 | 23–24 апреля      | [ 205 ]         |
| Мальта                | 2                 | 22 и 26 апреля    | [ 206 ]         |
| Южный Судан           | 1                 | 25 апреля         | [ 207 ]         |
| Албания               | 1                 | 26 апреля         | [ 208 ]         |
| Босния и Герцеговина  | 1                 | 26 апреля         | [ 209 ]         |
| Хорватия              | 1                 | 26 апреля         | [ 210 ]         |
| Венгрия               | 1                 | 26 апреля         | [ 211 ]         |
| Литва                 | 1                 | 26 апреля         | [ 212 ]         |
| Польша                | 1                 | 26 апреля         | [ 213 ]         |
| Румыния               | 1                 | 26 апреля         | [ 214 ]         |
| Словакия              | 1                 | 26 апреля         | [ 215 ]         |
| Словения              | 1                 | 26 апреля         | [ 216 ]         |
| Шри-Ланка             | 1                 | 26 апреля         | [ 217 ]         |
| Уругвай               | 1                 | 26 апреля         | [ 218 ]         |
| ЦАР                   | 1                 | 26 апреля         | [ 219 ]         |
| Замбия                | 1                 | 26 апреля         | [ 220 ]         |

## Комментарии
1. ↑  Россия находится сразу на двух континентах — Азии и Европе.